# بلیک مک‌گراث
بلیک مک‌گراث (انگلیسی: Blake McGrath؛ زادهٔ ۲۱ نوامبر ۱۹۸۳) رقصنده، طراح رقص، خواننده و مدل اهل کانادا است.او در فیلم زندگی با مایکی بازی کرده است.